# گئورگ استراتولات
1. ↑  "International appearances of Gheorghe Stratulat". eu-football.info. Retrieved 23 November 2013.

گئورگ استراتولات (زاده ۱۳ مارس ۱۹۷۶) بازیکن سابق فوتبال اهل مولداوی است. او همچنین عضو سابق تیم ملی فوتبال مولداوی بوده و از سال ۱۹۹۸ تا ۲۰۰۱،  ۱۶ بازی انجام داده است.  در حال حاضر او یک نماینده بازیکنان با مجوز فیفا است.